# Nils Nilsson (Informatiker)

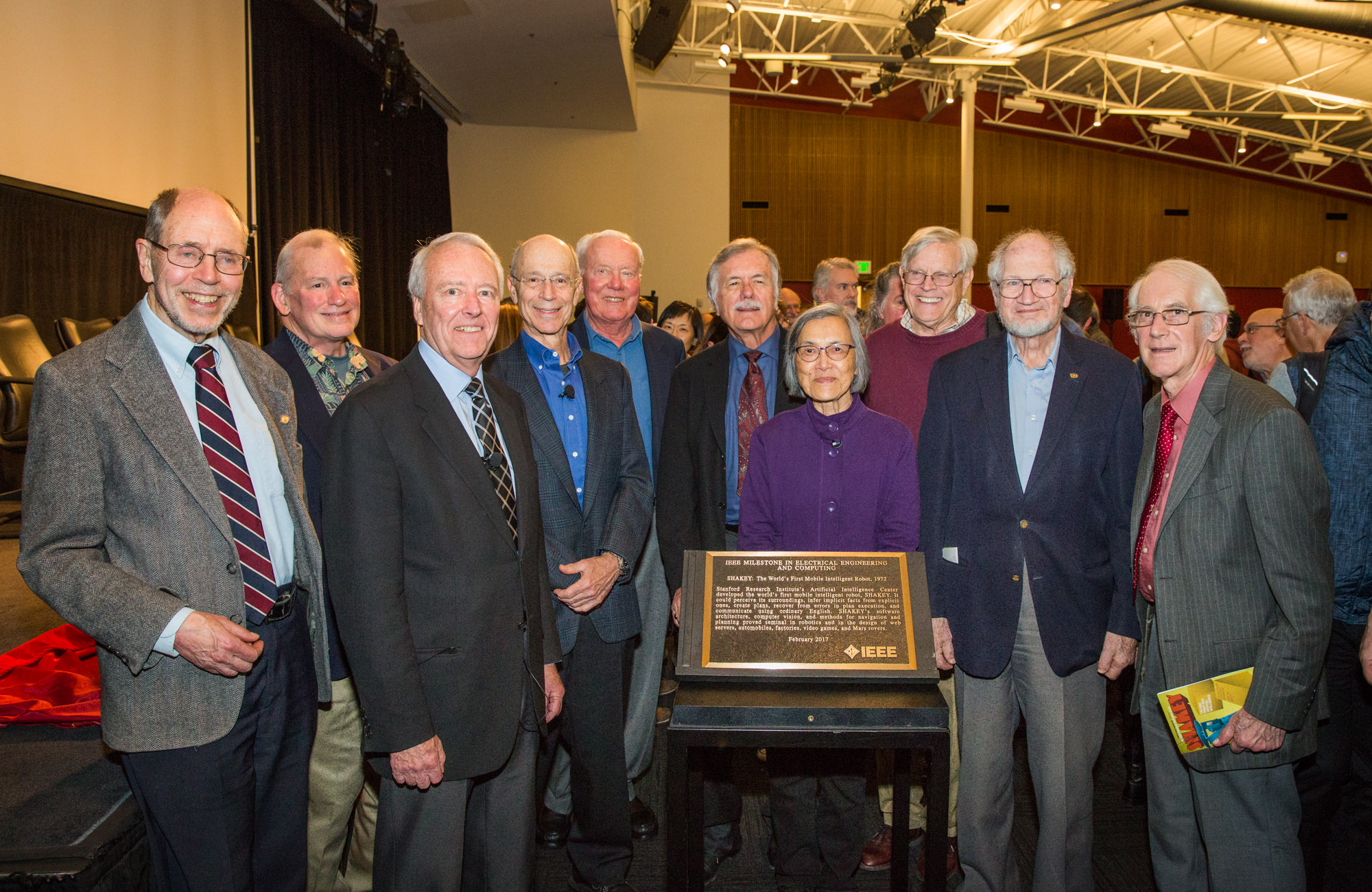
Gruppenfoto des Shakey Teams, Nilsson ist der fünfte von links (2017)

Nils John Nilsson (* 6. Februar 1933 in Saginaw, Michigan; † 23. April 2019 in Medford, Oregon) war ein US-amerikanischer Informatiker. Er gilt als einer der Pioniere der künstlichen Intelligenz und Robotik.
Nilsson wurde 1958 an der Stanford University bei Willis Harman promoviert (An Application of the Theory of Games to Radar Reception Problems). Danach war er 23 Jahre am Artificial Intelligence Center von SRI International. Von 1985 bis 1990 war er Professor in Stanford und Vorstand der Informatik-Fakultät. Er lebte zuletzt in Oregon.
Bei SRI International befasste er sich mit dem Zugang zu Mustererkennung über statistische Methoden und neuronale Netzwerke und war einer der leitenden Wissenschaftler des einflussreichen KI-Projekts SHAKEY zu mobilen, möglichst autonomen Robotern und damit verbundener Technologie. Das von der DARPA finanzierte Projekt bestand von 1966 bis 1972 mit Charles Rosen als Projektmanager. Neben Nilsson waren unter anderem Bertram Raphael, Richard Duda, Peter Hart, Richard Fikes, Richard Waldinger beteiligt. Im Projekt entstanden unter anderem der heuristische Suchalgorithmus A* und das automatische Planungssystems STRIPS, an denen Nilsson beteiligt war (weitere Ergebnisse waren der Visibility Graph und die Hough-Transformation in der Bildverarbeitung). Die Programmierung erfolgte in Lisp.
Später forschte er weiter über flexibel auf eine dynamische Umgebung reagierende Roboter, Aktionspläne und Lernen aus Erfahrung.

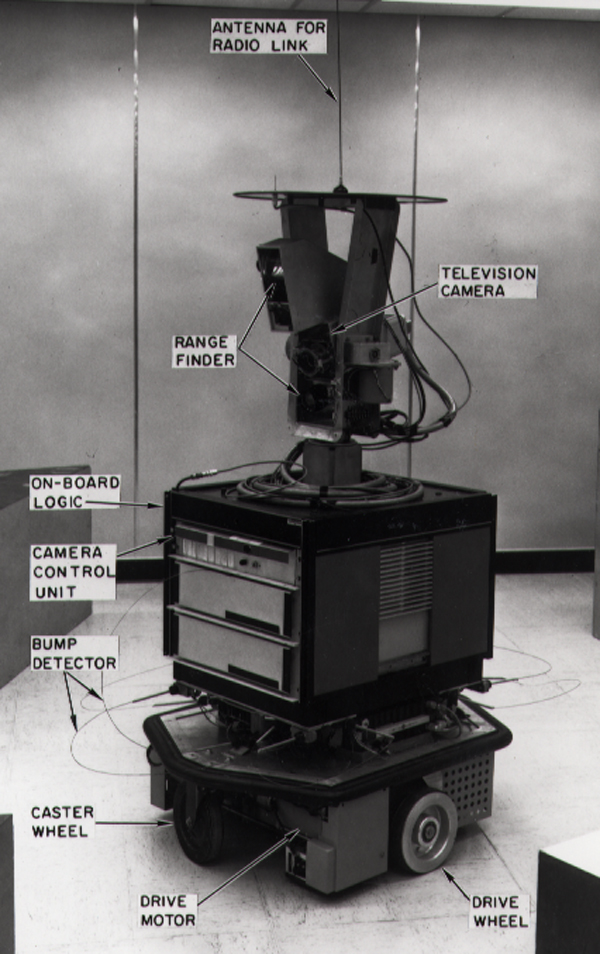
Shakey

2003 erhielt er den IJCAI Award for Research Excellence und erhielt den IEEE Neural Network Pioneer Award.
Er war im Herausgebergremium von Artificial Intelligence und des Journal of Artificial Intelligence Research. Er war Autor mehrerer Lehrbücher über Künstliche Intelligenz und eines Buchs über die Geschichte der KI.
Er war Fellow des AAAI und dessen ehemaliger Präsident und Fellow der American Association for the Advancement of Science und auswärtiges Mitglied der königlich schwedischen Ingenieursakademie. 2018 wurde Nilsson in die National Academy of Engineering gewählt.

## Schriften
Bücher:
- Learning Machines: Foundations of Trainable Pattern-Classifying Systems, New York: McGraw-Hill, 1965.
  - Nachdruck als: The Mathematical Foundations of Learning Machines, San Francisco: Morgan Kaufmann, 1990
- Problem-Solving Methods in Artificial Intelligence, New York: McGraw-Hill, 1971.
- Principles of Artificial Intelligence, San Francisco: Morgan Kaufmann, 1980.
- mit B. Webber (Hrsg.): Readings in Artificial Intelligence, San Francisco: Morgan Kaufmann, 1981.
- mit M. Genesereth: Logical Foundations of Artificial Intelligence, San Francisco: Morgan Kaufmann, 1987.
- Artificial Intelligence: A New Synthesis, San Francisco: Morgan Kaufmann, 1998
- The quest for artificial intelligence. A history of ideas and achievements, Cambridge UP 2010
- Understanding beliefs, MIT Press 2014

Einige Aufsätze:
- mit B. Raphael: Preliminary Design of an Intelligent Robot, in J. T. Tou (Hrsg.), Computer and Information Sciences II, Academic Press 1967, S. 235–259
- mit Michael Arbib, G. Franklin: Some Ideas on Information Processing in the Cerebellum, in: E. R. Caianiello (Hrsg.), Neuronal Networks, Springer 1968, S. 43–58
- Adaptive Pattern Recognition: A Survey, in: Cybernetic Problems in Bionics, New York: Gordon and Breach 1968.
- mit P. Hart, B. Raphael: A Formal Basis for the Heuristic Determination of Minimum Cost Paths, IEEE Trans. Syst. Science and Cybernetics, SSC-4, 1968, S. 100–107, Korrektur in SIGART Newsletter, Nr. 37, Dezember 1972, S. 28–29
- mit R. Fikes: STRIPS: A New Approach to the Application of Theorem Proving to Problem Solving, Artificial Intelligence, Band 2, 1971, S. 189–208
- mit D. C. Luckham: Extracting Information from Resolution Proof Trees, Artificial Intelligence, Band 2, 1971, S. 27–54
- mit R. Fikes, P. Hart; Learning and Executing Generalized Robot Plans, Artificial Intelligence, Band 3, 1972, S. 251–288
- mit R. Fikes, P. Hart: Some New Directions in Robot Problem Solving, in Meltzer, Michie (Hrsg.), Machine Intelligence 7, Edinburgh UP 1972, S. 405–430
- A Production System for Automatic Deduction, in Elcock, Michie, Machine Intelligence 9, Edinburgh UP 1979
- The Interplay Between Experimental and Theoretical Methods in Artificial Intelligence, Cognition and Brain Theory, Januar 1981
- Probabilistic Logic, Artificial Intelligence, Band 28, 1986, S. 71–87
- Logic and Artificial Intelligence, Artificial Intelligence, Band 47, 1991, S. 31–56
- Probabilistic Logic Revisited, Artificial Intelligence, Band 59, 1993, S. 39–42.
- mit R. Fikes: STRIPS: A Retrospective, Artificial Intelligence, Band 59, 1993, S. 227–232
- Teleo-Reactive Programs for Agent Control, Journal of Artificial Intelligence Research, Band 1, 1994, S. 139–158
- mit S. Benson: Reacting, Planning and Learning in an Autonomous Agent, in Michie u. a. Machine Intelligence 14, Clarendon Press 1995